# Nationaal Comité Handhaving Rijkseenheid

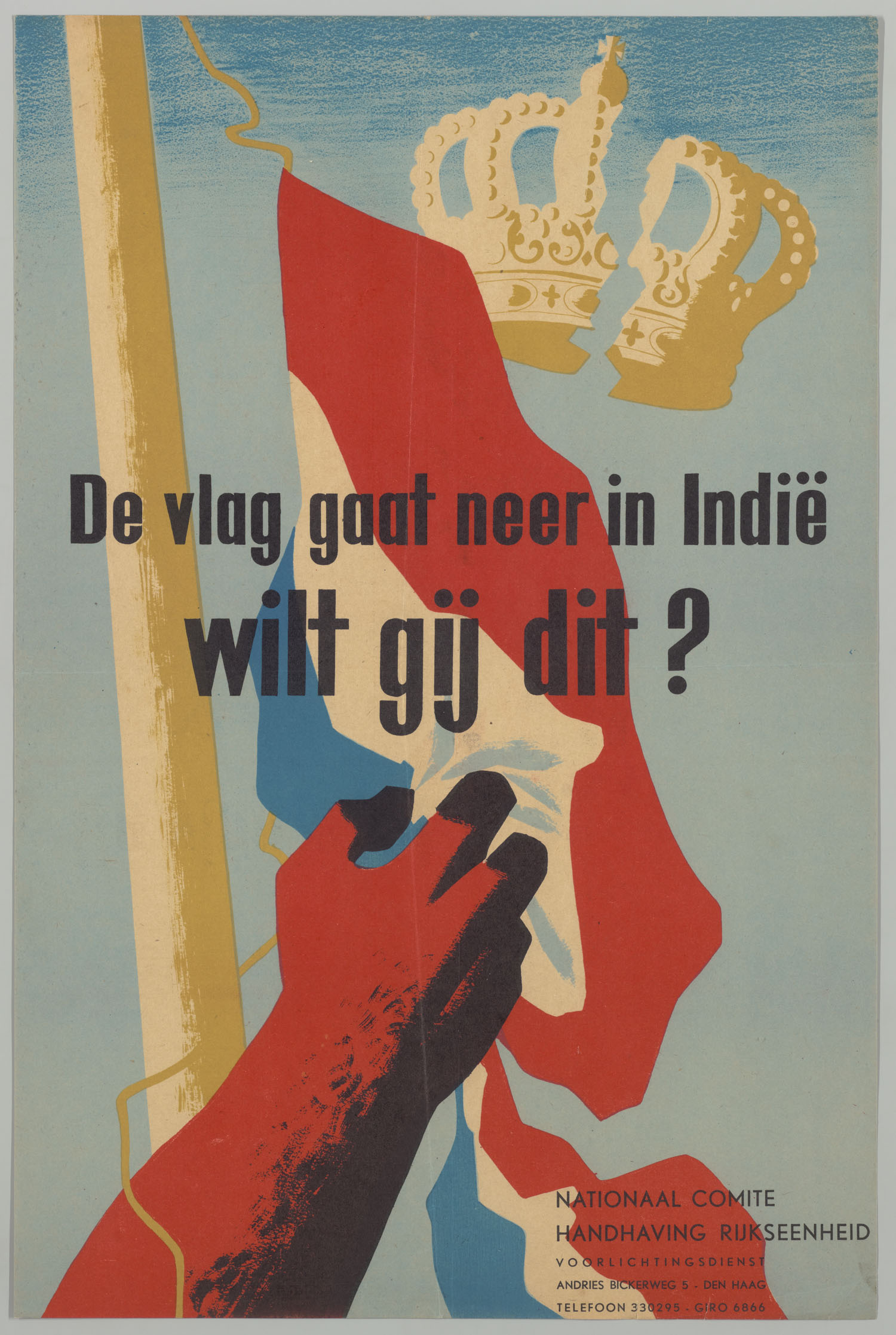
De vlag gaat neer in Indië wilt gij dit?. Wervingsaffiche van het Nationaal Comité Handhaving Rijkseenheid, rond 1947. Internationaal Instituut voor Sociale Geschiedenis.

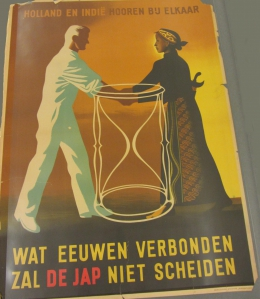
Holland en Indië hooren bij elkaar Wat eeuwen verbonden zal de Jap niet scheiden - affiche Koninklijke Bibliotheek

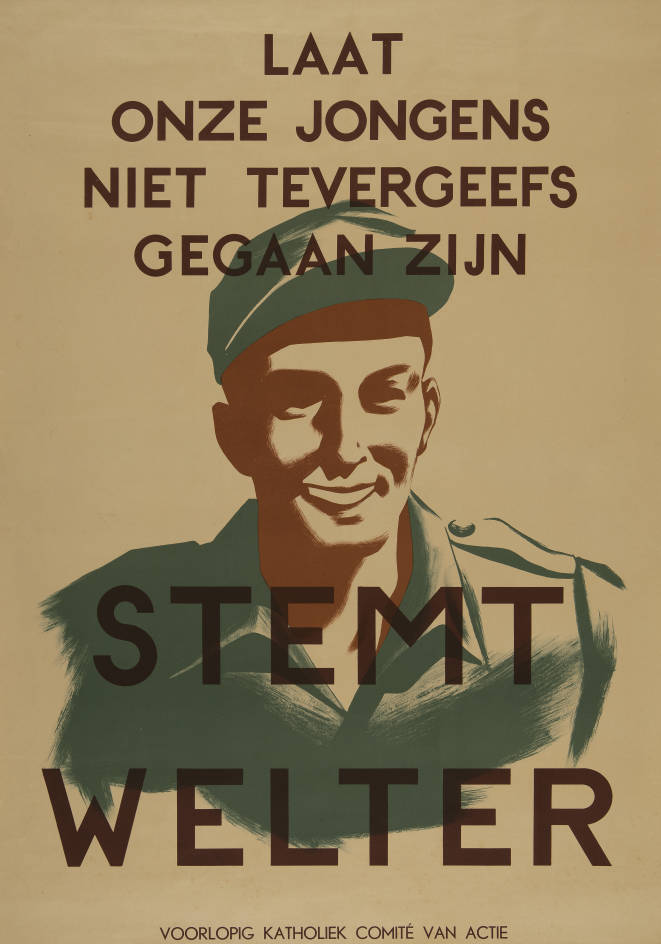
Verkiezingsaffiche van de Lijst Welter, Voorlopig Katholiek Comité van Actie, voor de Tweede Kamerverkiezingen 1948. Welter was vicevoorzitter van het Comité Rijkseenheid.

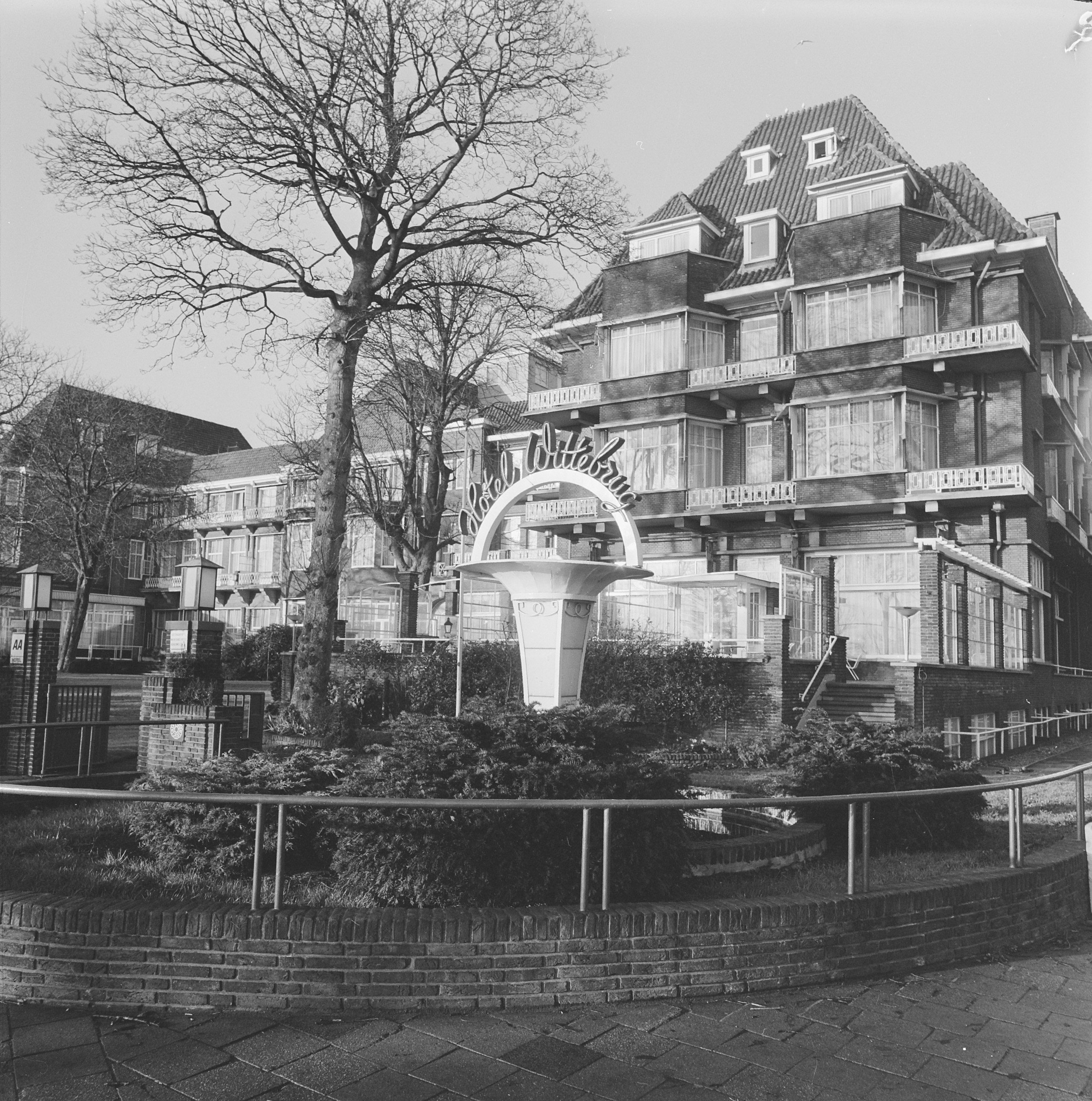
Hotel Wittebrug in Den Haag waar het Comité soms wekeljks vergaderde dicht bij Gerbrandy's woonhuis.

Het Nationaal Comité Handhaving Rijkseenheid (voluit Nationaal Comité tot Handhaving der Rijkseenheid, kortweg Comité Rijkseenheid) was een Nederlandse breed gedragen buitenparlementaire actiegroep die in de jaren 1946-1949 tevergeefs bij de Nederlandse regering protesteerde tegen het Akkoord van Linggadjati met de Republik Indonesia over de onafhankelijkheid van dan nog Nederlands-Indië. In 1947 waren er door heel Nederland meer dan 250 plaatselijke bijeenkomsten van het Comité en in juli 1947 waren er 236.000 handtekeningen ingezameld voor een petitie.

## Geschiedenis

### Aanleiding
Op 2 december 1946 hield oudpremier Pieter Sjoerds Gerbrandy een vlammende radiorede tegen het Akkoord van Linggadjati van 15 november 1946, waarin hij aangaf dat Nederland door eigen schuld de oorlog alsnog zou verliezen, als het Nederlands-Indië (het woord Indonesië werd vermeden) zou afstaan. Het Akkoord zou een verraad inhouden aan de beginselen van de radiorede van Koningin Wilhelmina van 7 december 1942 vanuit Londen tijdens de Tweede Wereldoorlog, omdat Indonesië een eigen status zou krijgen, maar wel binnen het Koninkrijk. Deze uitzending ondervond landelijk bijval en stimuleerde conservatieve liberalen Willem Feuilletau de Bruyn en E.J. van Rees Vellinga tot het organiseren van een handtekeningenactie met een "smeekschrift " aan de koningin onder het motto 'Wij eisen handhaving van de Rijkseenheid' die binnen twee weken 300.000 handtekeningen opleverde. Gerbrandy en vele anderen zagen de Republiek Indonesia als een erfenis van de Japanse overheersing van Nederlands-Indië, geleid door de collaborateur Soekarno, die onder meer geen oog zou hebben voor de rechten van andere Indonesische volkeren dan de Javanen.

### Oprichting en bestuursleden
Het Comité Rijkseenheid werd op 14 december 1946 opgericht door Gerbrandy met een groep vooraanstaande gelijkgezinden. De naam verwees naar het eerste artikel van de toenmalige Grondwet over de rijkseenheid. Het Koninkrijk der Nederlanden bestond uit vier gelijkwaardige delen, namelijk Nederland, Nederlands-Indië, Suriname en Curaçao (Nederlandse Antillen). Het bestuur van het Comité Rijkseenheid bestond uit Gerbrandy als voorzitter van het dagelijks en algemeen bestuur, ex-minister van Koloniën Charles Welter als vicevoorzitter, en Willem Reyseger als secretaris. Verder namen deel lid van de Raad van State Jan Willem Meyer Ranneft, oud-minister van Marine Johan Furstner, generaal buiten dienst Henri Winkelman en oud-minister van Justitie en lid van de Raad van State Jan van Angeren. In de politieke commissie van het comité zaten onder meer Jan Schouten (ARP), Hendrik Tilanus (CHU), Dirk Stikker (PvdV) en dominee Pieter Zandt (SGP). Pieter Oud, toen van de PvdA, was toegetreden, maar bedankte binnen een maand. Het was niet de bedoeling een politieke partij op te richten, maar de leden konden via hun eigen partijen druk uitoefenen. Vicevoorzitter Welter gebruikte Indië als speerpunt voor zijn Lijst Welter bij de Tweede Kamerverkiezingen 1948. Hoogleraar en dichter Carel Gerretson was geen bestuurslid, maar deed dienst als adviseur, redenaar op de landelijke vergaderingen en schrijver van vele artikelen over deze kwestie in bladen als Nieuw Nederland, De Nieuwe Eeuw, Polemios en Ons Vrije Nederland.

### Activiteiten
Nog in 1946 zamelde het Comité tweehonderdduizend gulden in bij particulieren op bijeenkomsten maar vooral bij Indische cultuurmaatschappijen (plantages) en textielmagnaten als Gelderman en Van Heek.
In een volgende radiotoespraak op beide Nederlandse zenders tegelijk viel Gerbrandy op 2 januari 1947 Soekarno, president van de Indonesische republiek aan en van Mook, onderhandelaar van het Akkoord van Linggadjati en luitenant-gouverneur-generaal van Nederlands-Indië. Hij suggereerde militaire onderdrukking van de Indonesische republiek. In latere radiotoespraken op 9 januari, 8 februari, 20 maart en 14 april 1947 zette hij zijn kritiek voort. Het Comité richtte verder tevergeefs een "smeekschrift" tot koningin Wilhelmina.
Er was een zinloze bijeenkomst met minister-president Beel, die Gerbrandy's opmerking dat de inlanders door de Nederlandse politiek "in de verdoemenis" werden gestort terwijl het kapitaal van de Nederlands-Indische ondernemingen werd veiliggesteld, beneden alle peil vond. De landelijke organisatie met plaatselijke en provinciale afdelingen verliep voorspoedig met circulaires en affiches (met een gebroken kroon) en in 1947 meer dan 250 lokale bijeenkomsten en honderdvijftig plaatselijke afdelingen die werden uitgenodigd voor de eerste nationale bijeenkomst. Deze plaatselijke afdelingen moesten niet groter dan 20 à 25 leden zijn, alle gezindten breed vertegenwoordigen en een bekende persoonlijkheid onder de leden tellen met jonge enthousiaste mensen. Er werden oude films vertoond van Indië en nieuwe van de Legervoorlichtingsdienst zoals Brengers van Recht en Vrijheid. Oranjegroene strikjes om te dragen symboliseerden de Nederlandse band met het groene Indië.
Vooral Gerbrandy, Gerretson, Welter en Winkelman spraken vaak in het land. In maart 1947 fuseerde het comité met de stichting Indië in nood...geen uur te verliezen van H. van Swaay, een ondernemer uit Den Haag, die geld had ingezameld bij bedrijven met belangen in Nederlands-Indië. Om de twee drie maanden waren er landelijke bijeenkomsten. Met een plan voor wijk- en blokhoofden en colporteurs voor huisbezoek werden landelijk 236.538 handtekeningen (stand 30 juli 1947) voor een petitie verzameld.
Inmiddels kwam de regering aan de eisen van Comité in zoverre tegemoet, dat zij vanwege tegenvallende onderhandelingen en gebrek aan deviezen in Indonesië met 100.000 militairen de Operatie Product (21 juli - 5 augustus 1947) uitvoerde, de zogenaamde Eerste Politionele Actie, waarbij de Republikeinse hoofdstad Yogyakarta evenwel niet bezet werd. Gerbrandy verweet dit van Mook (die met generaal Spoor wel voorstander geweest was van de bezetting van Yogyakarta) en riep hem op tot insubordinatie (ongehoorzaamheid) aan de regering. Daarop legde de regeringscommissaris voor het radiowezen L.A. Kesper Gerbrandy, die tevens voorzitter van de adviserende Radioraad was, op 3 september 1947 een spreekverbod voor de radio op van twee maanden.
Verzoeken voor audiënties in september en november 1947 van het dagelijks bestuur bij koningin Wilhelmina of haar tijdelijke vervangster prinses Juliana werden niet ingewilligd, tenminste zeker niet met Gerbrandy en Welter erbij vanwege hun uitlatingen. Op 7 februari 1948 viel Gerretson de koningin hierom aan, wat Beel de dodelijke kritische vraag ontlokte of het Comité onbekend was met het principe van de ministeriële verantwoordelijkheid in de Grondwet.
In april 1948 vroeg het Comité de Tweede Kamer vergeefs om strafvervolging bij de Hoge Raad van regeringsleden vanwege schending van de Grondwet. Op 27 mei 1948 nam de Tweede Kamer een wetsvoorstel voor wijziging van de Grondwet aan, die na de verkiezingen van juli 1948 goedgekeurd werd waarmee aan een juridisch argument van Gerbrandy over de rijkseenheid tegemoet was gekomen.
Na de Tweede politionele actie (19 december 1948 - 5 januari 1949) leidde de diplomatie met de Republiek Indonesië tot blijvende resultaten: de Renville-overeenkomst (17 januari 1948), de Van Roijen-Roem-verklaring (7 mei 1949), de Nederlands-Indonesische rondetafelconferentie (23 augustus - 2 november 1949) en ten slotte de overdracht van de soevereiniteit op 27 december 1949. Gerbrandy bleef voorstander van zelfstandigheid voor de Zuid-Molukken en steunde de Republiek der Zuid-Molukken.

### Opheffing
In januari 1950 besloot de stichting tot opheffing met als liquidateurs Gerbrandy, Welter, Meyer Ranneft en Winkelman. In augustus 1952 was de liquidatie voltooid en werd de stichting opgeheven.

## Archief
Het nagelaten archief van de stichting berust bij het Nationaal Archief in Den Haag en is geïnventariseerd.